# Alfredo Danti
Alfredo Danti (Savona, 5 febbraio 1925 – Milano, 15 dicembre 2005) è stato un annunciatore televisivo italiano.
È stato attivo principalmente per gli studi di doppiaggio di Milano.
Ha cominciato sin da molto giovane a recitare in teatro, seguendo il padre. Ha anche realizzato numerosi spezzoni del Carosello, negli anni sessanta, e diretto molti spot pubblicitari autoprodotti o prodotti dalla Gamma Film. Tra gli anni sessanta e gli anni settanta è stato speaker del Telegiornale Sport, per la Rai.
Era il padre dell'attore e doppiatore Federico Danti e nonno di Ludovica De Caro. Muore a Milano il 15 dicembre 2005. Il corpo è stato cremato e le ceneri sono state tumulate in una celletta al Cimitero maggiore di Milano.

## Doppiatore
- Il Grande Saggio in Sailor Moon
- Demone Zorom e Saggio del Regno dei Draghi in Un incantesimo dischiuso tra i petali del tempo per Rina
- Direttore in Calimero
- Nonno in Bad Dog - Un cane che più cane non c'è
- Nigel Morehead in Extreme Dinosaurs - Quattro dinosauri scatenati
- Manager di Cindy in Alé alé alé o-o
- Maggiordomo in Lisa e Seya un solo cuore per lo stesso segreto
- Moori e Mutaito in Dragon Ball Z

## Dialoghi italiani
- Pokémon
- Il laboratorio di Dexter
- Papyrus e i misteri del Nilo